# Schmilblick
Der Schmilblick beschreibt im Französischen einen unbekannten Gegenstand, ein zu lösendes Problem oder eine Situation die der Klärung bedarf.

## Geschichte
Der Schmilblick kam erstmals in den 1950er Jahren in einem Sketch des Humoristen Pierre Dac vor. Darin beschreibt Dac einen von den Brüdern Jules und Raphaël Fauderche erfundenen imaginären Apparat, der in allen Lebenslagen benutzt werden könne und für jeden unentbehrlich sei:

„Le Schmilblick des frères Fauderche est, il convient de le souligner, rigoureusement intégral, c'est-à-dire qu'il peut à la fois servir de Schmilblick d'intérieur, grâce à la taille réduite de ses gorgomoches, et de Schmilblick de campagne grâce à sa mostoblase et à ses deux glotosifres qui lui permettent ainsi d'urnapouiller les istioplocks même par les plus basses températures. Ça c'est clair, jusque là !“

„Der Schmilblick der Gebrüder Fauderche ist, das soll hier betont werden, durchgehend integral; das heißt, er taugt aufgrund seiner verkleinerten Gorgomoschen als Innenschmilblick und gleichzeitig auch als Schmilblick für den Außenbereich, dank seiner Mostoblasen und zweier Glotopfoifen, die es möglich machen, die Histioplocks sogar bei niedrigsten Temperaturen zu urnapolieren. Soweit alles klar?“

Zwischen 1969 und 1970 strahlte das französische  Fernsehen Le Schmilblic (gelegentlich Schmilblik oder Schmilblick geschrieben), eine Sendung von Guy Lux und Jacques Antoine, aus. Darin mussten Zuschauer einen Gegenstand anhand dessen Eigenschaften erraten. Dabei wurde oft die Redewendung „faire avancer le schmilblick“ verwendet („den Schmilblick vorankommen lassen“) bedeutet. 
Der Humorist Coluche parodierte später in einem in Frankreich weitbekannten Sketch die Fernsehsendung. 
Der Ausdruck erlangte in Frankreich schnell Popularität und wurde zum Synonym für eine Sache oder eine zu lösende Aufgabe. Der Dictionnaire Larousse definiert: „faire avancer le Schmilblick, faire avancer les choses ; débloquer la situation“ – eine Sache voranbringen; einen Stein ins Rollen bringen. Der Ausdruck „ca ne fait pas avancer le Schmilblick“ kann als Vorwurf verwendet werden, wenn eine Person sich nicht mit dem gebotenen Elan einer Sache widmet oder keinen Lösungsansatz für ein Problem vorbringt.